# Petit Silphe noir
Phosphuga atrata
Genre
Espèce
Le Petit silphe noir (Phosphuga atrata) est une espèce d'insectes coléoptères de la famille des silphidés. C'est la seule espèce du genre Phosphuga (Taxon monotypique).
Il se nourrit d'escargots vivants, d'insectes et de vers de terre ainsi que de charognes. Il mesure jusqu'à 15 mm de long et a un cou allongé qu'il utilise pour atteindre les escargots dans leur coquille et sur lesquels il pulvérise un fluide digestif.
Les jeunes coléoptères sont de couleur brunâtre, les plus âgés sont noirs. Les larves, de couleur noire, sont aplaties et se nourrissent aussi de mollusques. Elles se nymphosent dans le sol.
Bien qu'ils soient largement répandus, on les voit rarement parce qu'ils chassent la nuit et se cachent pendant la journée, souvent sous des écorces. Lorsqu'ils sont dérangés, ils sécrètent un liquide jaune et rentrent la tête sous leur carapace.

## Galerie

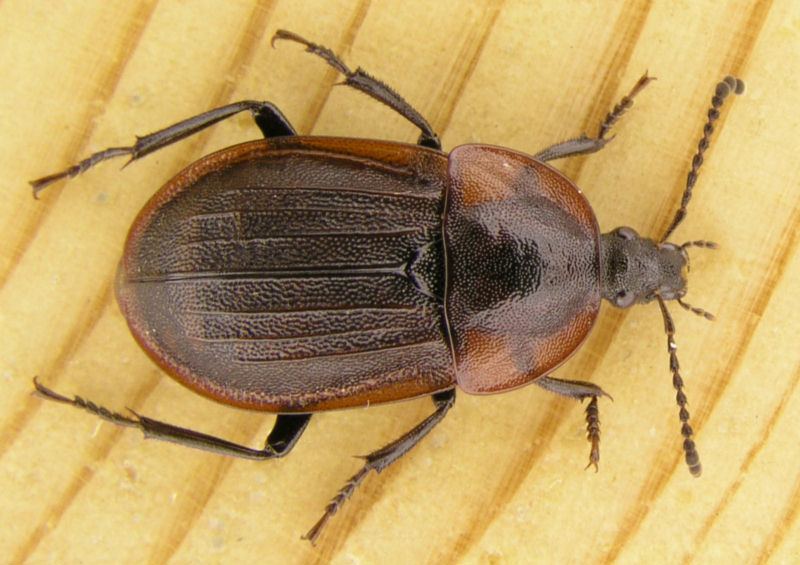
Jeune